# کونستی (کارولینای جنوبی)
کونستی (به انگلیسی: Conestee) یک منطقهٔ مسکونی در ایالات متحده آمریکا است که در شهرستان گرینویل، کارولینای جنوبی واقع شده‌است. کونستی ۲۵۰٫۸۵ متر بالاتر از سطح دریا واقع شده‌است.